# Episodi di The Rifleman (terza stagione)
La terza stagione della serie televisiva The Rifleman è stata trasmessa in anteprima negli Stati Uniti d'America dalla American Broadcasting Company tra il 27 settembre 1960 e il 16 maggio 1961.
| nº | Titolo originale                 | Titolo italiano | Prima TV USA      | Prima TV Italia |
| -- | -------------------------------- | --------------- | ----------------- | --------------- |
| 1  | Trail of Hate                    |                 | 27 settembre 1960 |                 |
| 2  | Woman from Hog Ridge             |                 | 4 ottobre 1960    |                 |
| 3  | Seven                            |                 | 11 ottobre 1960   |                 |
| 4  | The Pitchman                     |                 | 18 ottobre 1960   |                 |
| 5  | Strange Town                     |                 | 25 ottobre 1960   |                 |
| 6  | Baranca                          |                 | 1º novembre 1960  |                 |
| 7  | The Martinet                     |                 | 8 novembre 1960   |                 |
| 8  | Miss Milly                       |                 | 15 novembre 1960  |                 |
| 9  | Dead Cold Cash                   |                 | 22 novembre 1960  |                 |
| 10 | The Schoolmaster                 |                 | 29 novembre 1960  |                 |
| 11 | The Promoter                     |                 | 6 dicembre 1960   |                 |
| 12 | The Illustrator                  |                 | 13 dicembre 1960  |                 |
| 13 | The Silent Knife                 |                 | 20 dicembre 1960  |                 |
| 14 | Miss Bertie                      |                 | 27 dicembre 1960  |                 |
| 15 | Six Years and a Day              |                 | 3 gennaio 1961    |                 |
| 16 | Flowers by the Door              |                 | 10 gennaio 1961   |                 |
| 17 | Long Trek                        |                 | 17 gennaio 1961   |                 |
| 18 | The Actress                      |                 | 24 gennaio 1961   |                 |
| 19 | Face of Yesterday                |                 | 31 gennaio 1961   |                 |
| 20 | The Wyoming Story (Part 1)       |                 | 7 febbraio 1961   |                 |
| 21 | The Wyoming Story (Part 2)       |                 | 14 febbraio 1961  |                 |
| 22 | Closer Than a Brother            |                 | 21 febbraio 1961  |                 |
| 23 | The Lost Treasure of Canyon Town |                 | 28 febbraio 1961  |                 |
| 24 | Dark Day at North Fork           |                 | 7 marzo 1961      |                 |
| 25 | The Prisoner                     |                 | 14 marzo 1961     |                 |
| 26 | Assault                          |                 | 21 marzo 1961     |                 |
| 27 | Short Rope for a Tall Man        |                 | 28 marzo 1961     |                 |
| 28 | The Clarence Bibs Story          |                 | 4 aprile 1961     |                 |
| 29 | The Score Is Even                |                 | 11 aprile 1961    |                 |
| 30 | The Mescalero Curse              |                 | 18 aprile 1961    |                 |
| 31 | Stopover                         |                 | 25 aprile 1961    |                 |
| 32 | The Lonesome Bride               |                 | 2 maggio 1961     |                 |
| 33 | Death Trap                       |                 | 9 maggio 1961     |                 |
| 34 | The Queue                        |                 | 16 maggio 1961    |                 |